# Nagelschmied

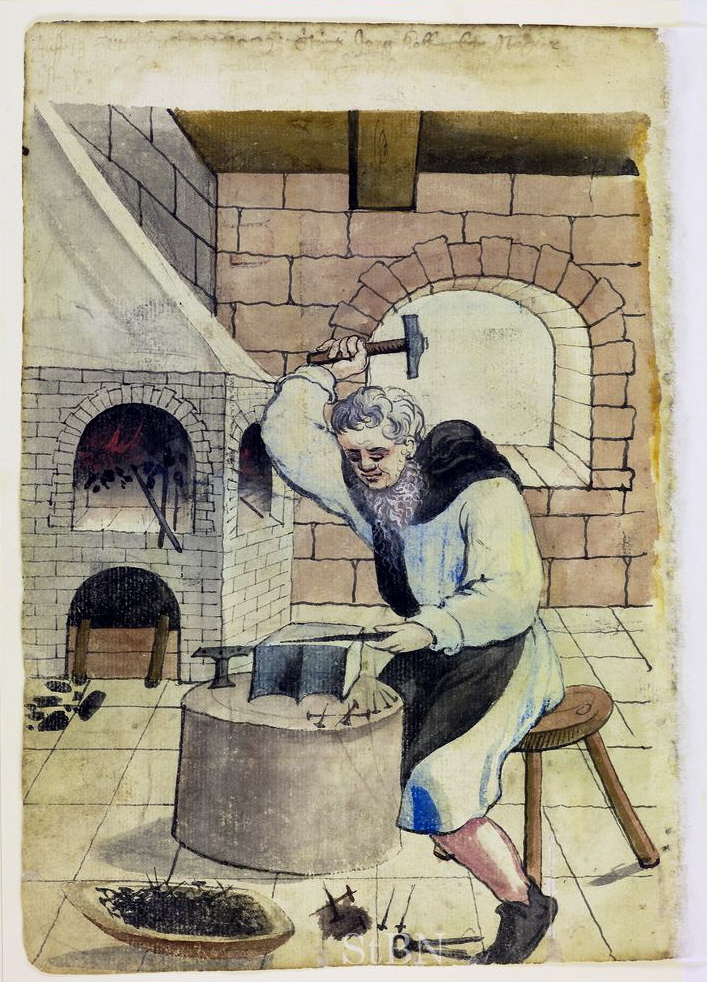
Nagelschmied (Zeichnung von 1529)

Nagelschmied oder Nagler ist ein ehemaliger Handwerksberuf, der sich mit der Herstellung von Eisennägeln beschäftigt.

## Geschichte
Der Beruf entstand als ein Spezialzweig des Schmiedehandwerks. Nagelschmiede bzw. Nagler waren meist der Zunft der Schmiede und/oder Kleinschmiede angeschlossen, außer in besonderen Zentren wie z. B. Breslau, Nürnberg oder Wien. Der Nagelschmied unterteilte sich nochmals in die Schwarz- und die Weißnagelschmiede. Weißnägel waren verzinnte Nägel, während Schwarznägel nach dem Schmieden mit Leinöl schwarz gebrannt, gebläut oder roh belassen wurden. Älteste Belege für Nagelschmiede finden sich in Stralsund (1340) oder Nürnberg (1349), während eiserne Nägel bereits zur Eisenzeit verwendet wurden.

## Berufsbild

### Herstellungstechnik
Der Nagelschmied zog ein im Schmiedefeuer zur Weißglut bei ca. 1350 °C erhitztes vierkantiges Stabeisen durch Schmieden und Gegenschmieden auf einem Amboss aus, so dass es zum Ende hin konisch geformt und angespitzt wird. Anschließend trennte er (Abschroten) den Stab und steckte den angefangenen Nagel mit der Spitze voraus in eines der Löcher am Amboss oder in das daran befestigte (angeschlagene) geißfußförmige Nageleisen und stauchte das überstehende Ende zur gewünschten Kopfform. Manchmal kam dabei noch ein Gegengesenk zum Einsatz, um eine spezielle Form, z. B. einen perfekten Rundkopf zu erzeugen. Nach Fertigstellung erleichterte ein kräftiger Hammerschlag auf den Amboss bzw. auf das Nageleisen oder Abschrecken mit Wasser das Herausnehmen des Nagels aus dem Vierkantloch. Kleinere Nägel wurden in einer Wärme, d. h. in einem Arbeitsgang geschmiedet.
Ein geschickter Nagelschmied erbrachte ein Tagespensum von bis zu 2000 Schuhnägeln. Für einen Nagel waren – je nach Nagelsorte – 15 bis 60 Schläge erforderlich, für beispielsweise große Schiffsnägel auch wesentlich mehr.

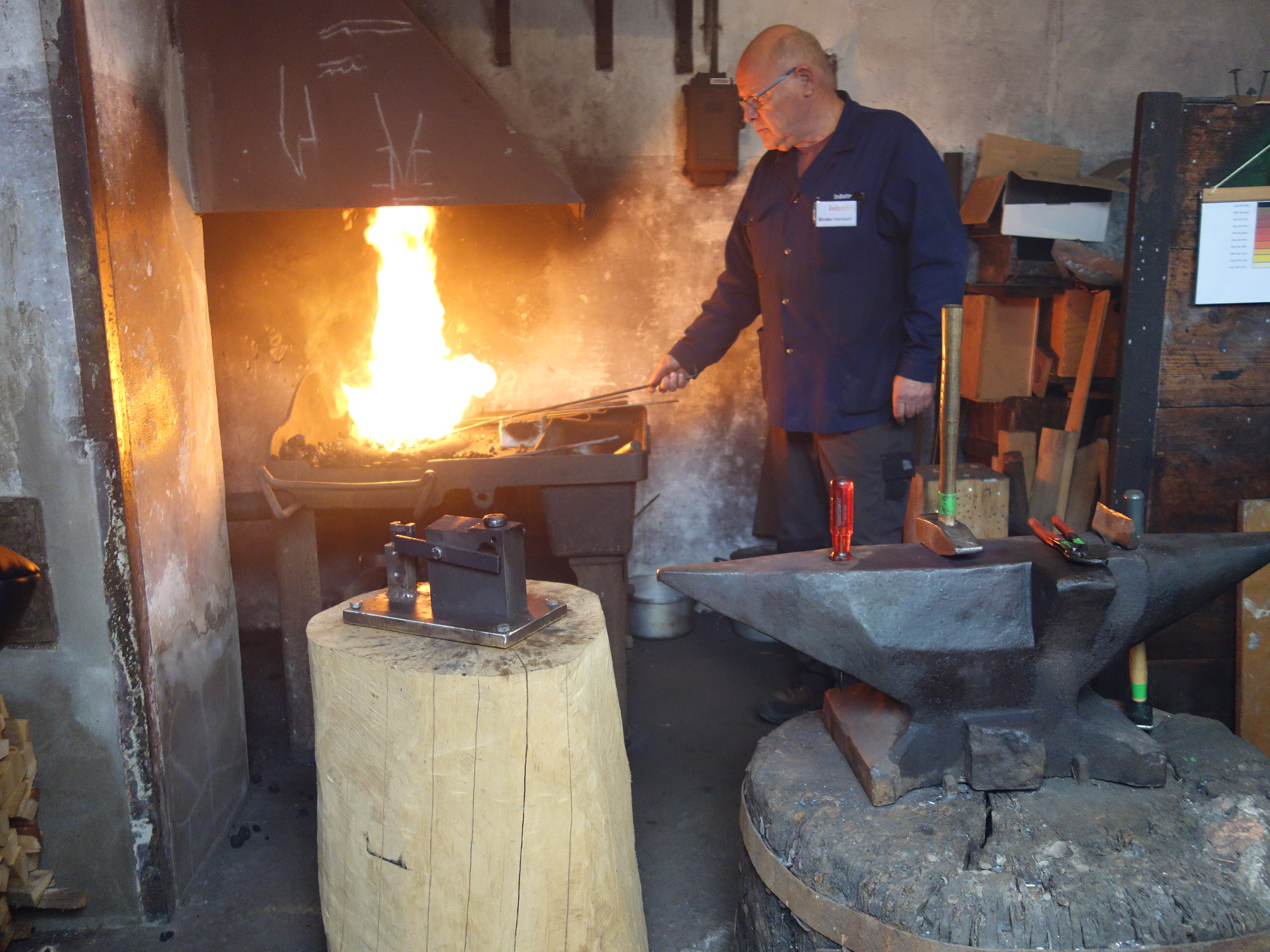
Schmiedefeuer
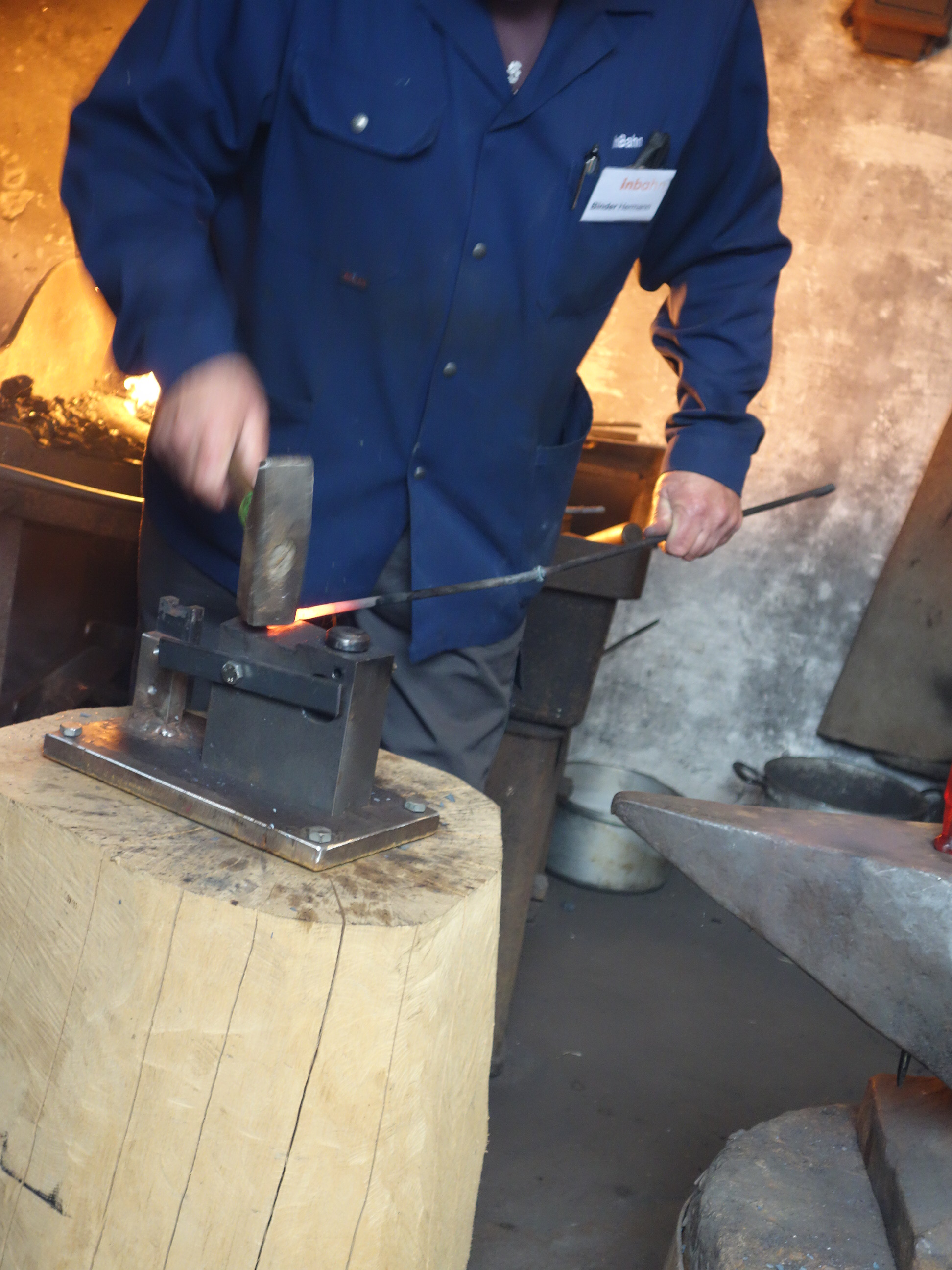
Formen auf dem Amboss
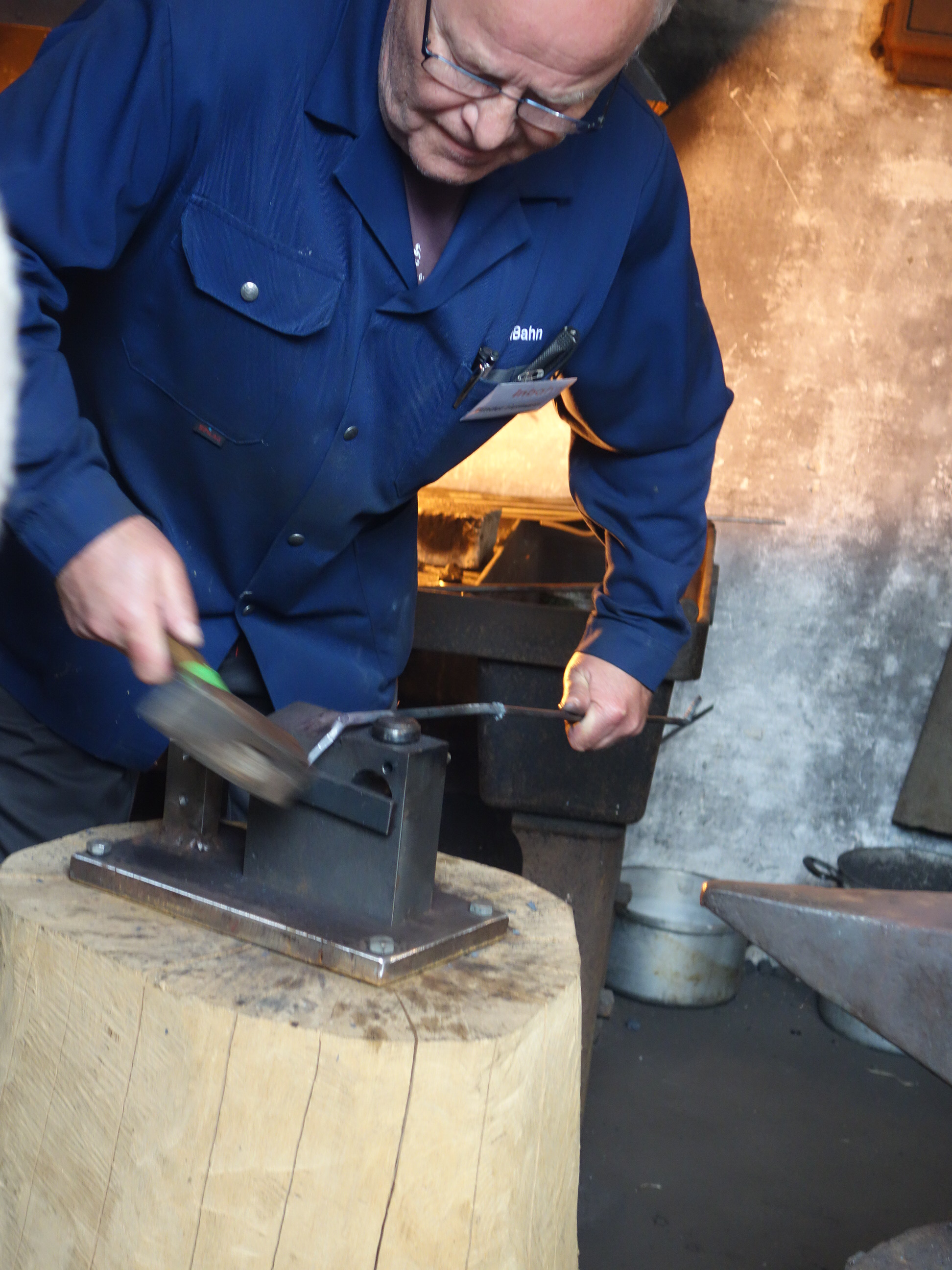
Umbiegen der Nagellänge
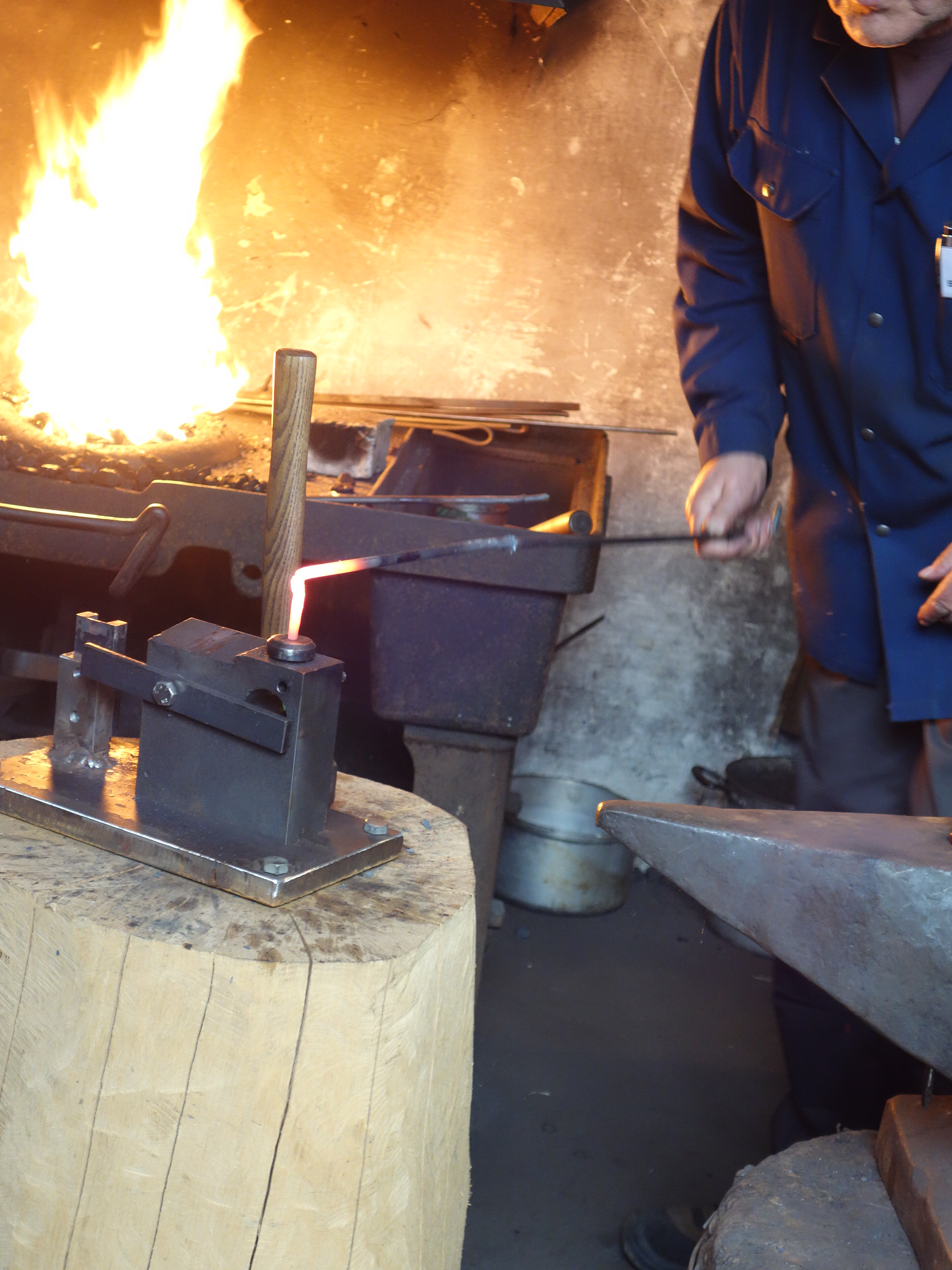
Einstecken in das Nageleisen (auch Nagelstock)
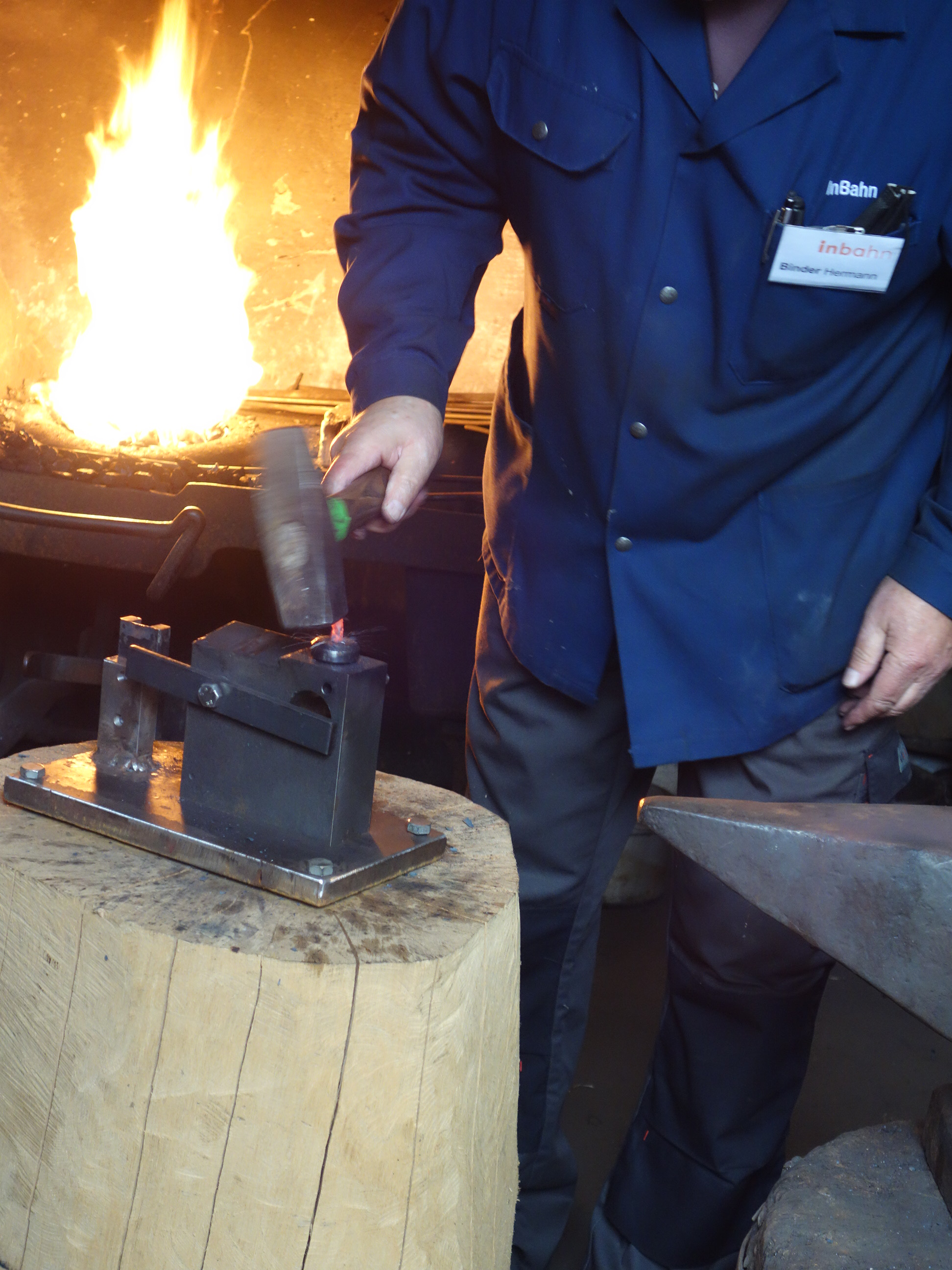
Stauchen der Kopfform

### Rohmaterial und Werkzeuge
Das Rohmaterial, die Zaine oder Zoan, lange Stäbe aus zähem Nagel- bzw. Krauseisen bezogen die Nagelschmiede von Zainschmieden. Die wiederum bezogen grobes, aus Eisenschwamm (Luppe) verschweißtes Stangenmaterial von den Hammerschmieden.
Als Werkzeuge dienten ihnen Amboss, Stappe, Nageleisen, Feder, Schrot, Schmiedehammer, kleine Zangen und der sogenannte Nagelstock, ein etwa 40 cm im Durchmesser und 70 cm hoher Abschnitt eines Eichenstammes.

### Nagelformen

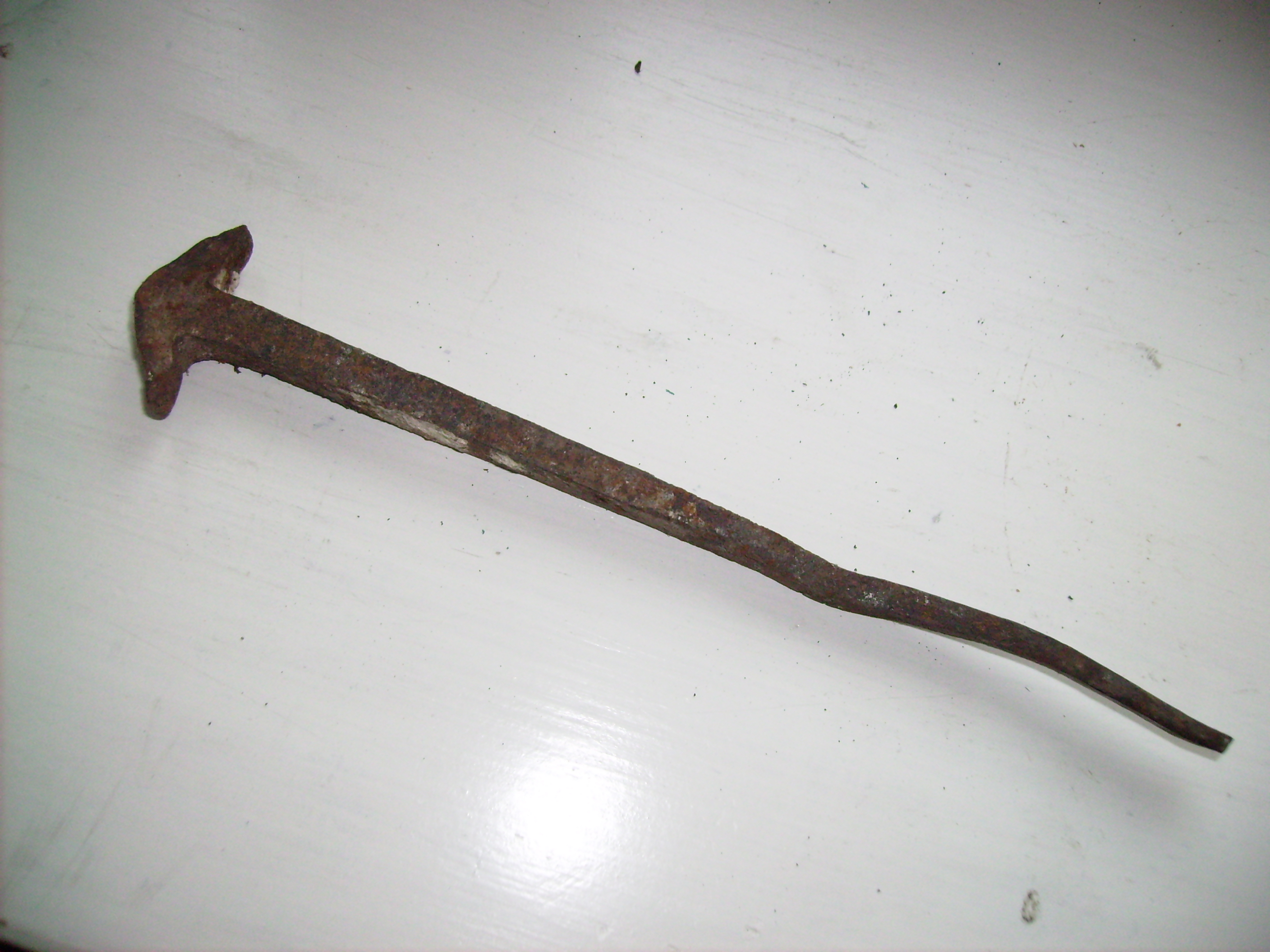
Handgeschmiedeter Nagel; ca. 15 cm lang, der Kopf im Nageleisen geformt

Es wurden Nägel in den unterschiedlichsten Formen und für verschiedenste Verwendungszwecke hergestellt. Es gab kantige und runde Nägel, Nägel mit kleineren und größeren, ganzen und halben, mit glatten, mit pyramidalen, mit konischen, halbkugeligen, sogenannten Champignonköpfen, mit dreieckigen und viereckigen (Hufnägel); ferner Brettnägel, Lattennägel, Schindelnägel, Schiefernägel, Kutsch-, Küris-, Rosen-, Schloss-, Schocker-, Schieblings-, Reif- und Bandnägel, Blasbalgnägel, Schlossernägel, Maurernägel, Schuhnägel (Pinnen, Mausköpfl), Bootsnägel und Tornägel. Die größten hießen Schleusennägel und waren bis zu 45 cm lang, Schiffsnägel 20 bis 25 cm. Andere wie die Zwecken (broquettes), die von Tapezierern, Sattlern und Stellmachern gebraucht wurden, waren so winzig, dass tausend Stück lediglich 125 g wogen.

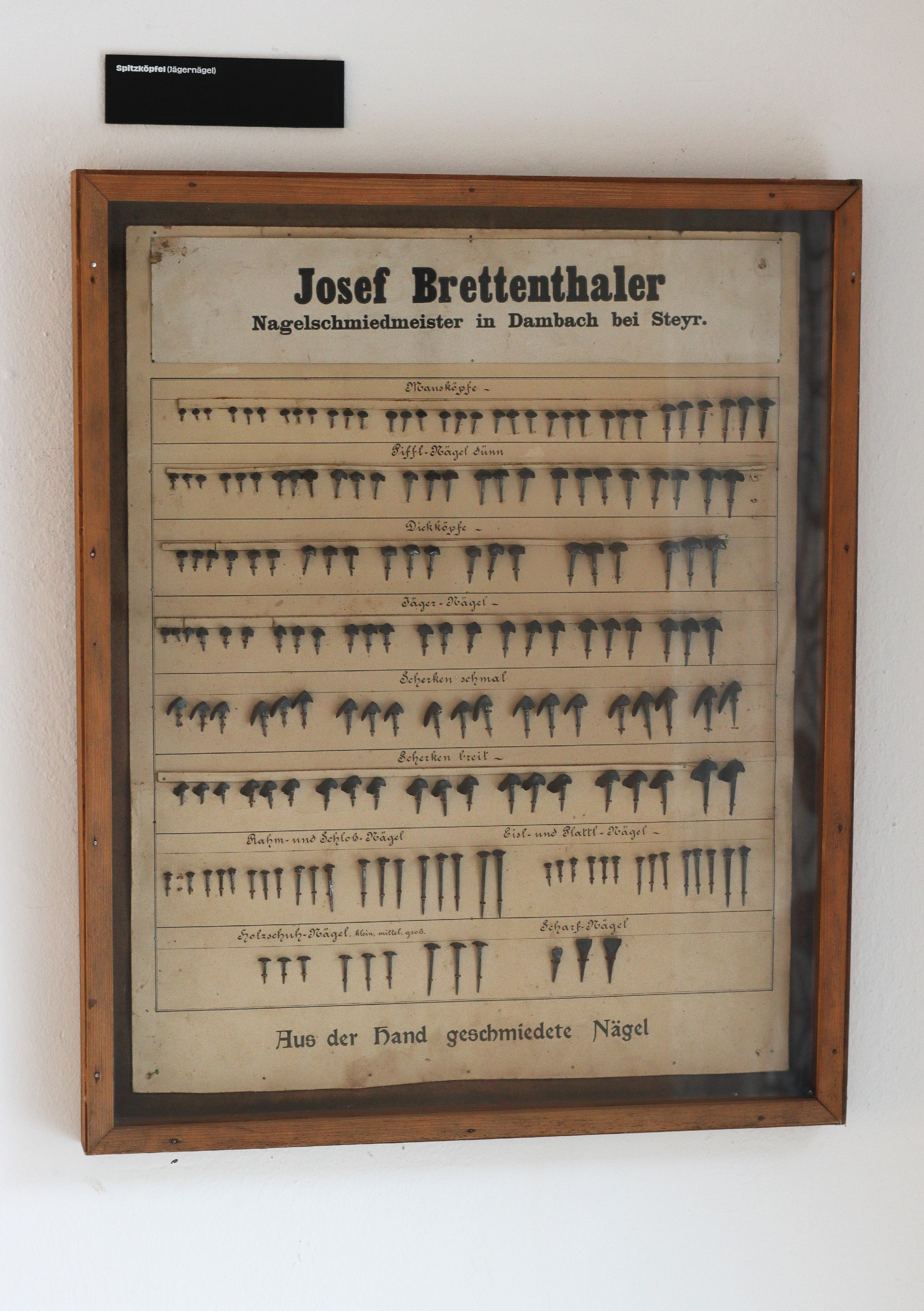
Schautafel eines Nagelschmieds (Stadtmuseum Steyr)

## Ausbildung eines Nagelschmieds
Die Lehrzeit eines Nagelschmieds betrug in der Regel drei Jahre, die sich anschließende Gesellenzeit zwei bis vier Jahre und wurden ab dem 15. Jahrhundert meist als Wanderjahre absolviert. Als Meisterstück mussten verschiedene Nageleisen und eine bestimmte Stückzahl von Nägeln in genau vorgegebener Größe abgeliefert werden. Dabei muss beachtet werden, dass der Rohstoff Eisen bis zur industriellen Revolution sehr teuer war.

## Heutige Berufssituation
Nach dem Aufkommen der maschinellen Fertigung von Nägeln aus Draht um 1800 begann Mitte des 19. Jahrhunderts der Niedergang dieses Handwerks. Als eigenständiger Berufszweig ist es inzwischen nahezu ausgestorben.
In der heutigen Zeit übernehmen meist Kunstschmiede das Schmieden von Nägeln für spezielle Aufgaben, wie z. B. im Bereich Restaurierung, wo häufig traditionell geschmiedete Nägel eingesetzt werden, um den Anforderungen zu entsprechen. Des Weiteren ist ein möglichst live geschmiedeter Nagel ein beliebtes Souvenir. Die Nägel können je nach Ausstattung der Werkstatt eine Größe bis zu 50 cm haben, deren Herstellung ein beeindruckendes Zeugnis handwerklicher Kraft und Geschicklichkeit sind.